# Kwaku Summer Festival
Het Kwaku Summer Festival (voorheen het Kwakoe Zomerfestival) wordt sinds 1975 bijna elk jaar tijdens een aantal weekeinden in de zomer gehouden in het Nelson Mandelapark in Amsterdam-Zuidoost. Het is van origine een Surinaams festival, maar het heeft zich ontwikkeld tot een multicultureel festival.

## Naamgeving
Op woensdag 1 juli 1863 werd de slavernij in Suriname afgeschaft. Een naam die vanuit de slavernijtijd verbonden is aan woensdag is Kwaku. Zonen van de Akan in Ghana die op woensdag geboren werden kregen de naam Kwaku.

## Geschiedenis
Het festival is ontstaan in 1975 als voetbaltoernooi, georganiseerd door Stichting Jongeren Centrum Kwakoe tijdens het 700-jarig bestaan van Amsterdam. Het speelde zich aanvankelijk af op de sportvelden van SV Bijlmer, op de locatie van het huidige Bijlmerplein in Amsterdam Zuidoost. In 1983 verhuisde het festival naar de huidige locatie in het Nelson Mandelapark dat in die tijd Bijlmerpark heette. Eind jaren negentig dienden zowel het jongerencentrum Kwakoe als de organisatie van het festival een vergunningaanvraag in. De festivalorganisatie Stichting Kwakoe Events onder leiding van Winston Kout kreeg de vergunning toegewezen en heeft het festival sindsdien georganiseerd. Van een louter Surinaams feest, voor arme Surinamers uit de Bijlmerhoogbouw die geen geld hebben om op vakantie te gaan, ontwikkelde het festival zich sindsdien tot een multicultureel festival dat zich ook op Antillianen en Afrikanen richt.
De stichting Kwakoe Events werd in augustus 2008 failliet verklaard door de rechtbank te Amsterdam. De doorstart van de oude stichting heeft in juni 2009 plaatsgevonden. De activiteiten van de stichting werden overgenomen door Stichting Kwakoe Events & Festivals. In 2010 werd het 35e festival georganiseerd. In 2011 ging het festival niet door, wegens geldgebrek. Sinds 2013 heeft Kwakoe een nieuwe organisator en is de naam veranderd in Kwaku Summer Festival. In 2020 en 2021 ging het festival niet door vanwege de coronacrisis.

## Roze Zondag

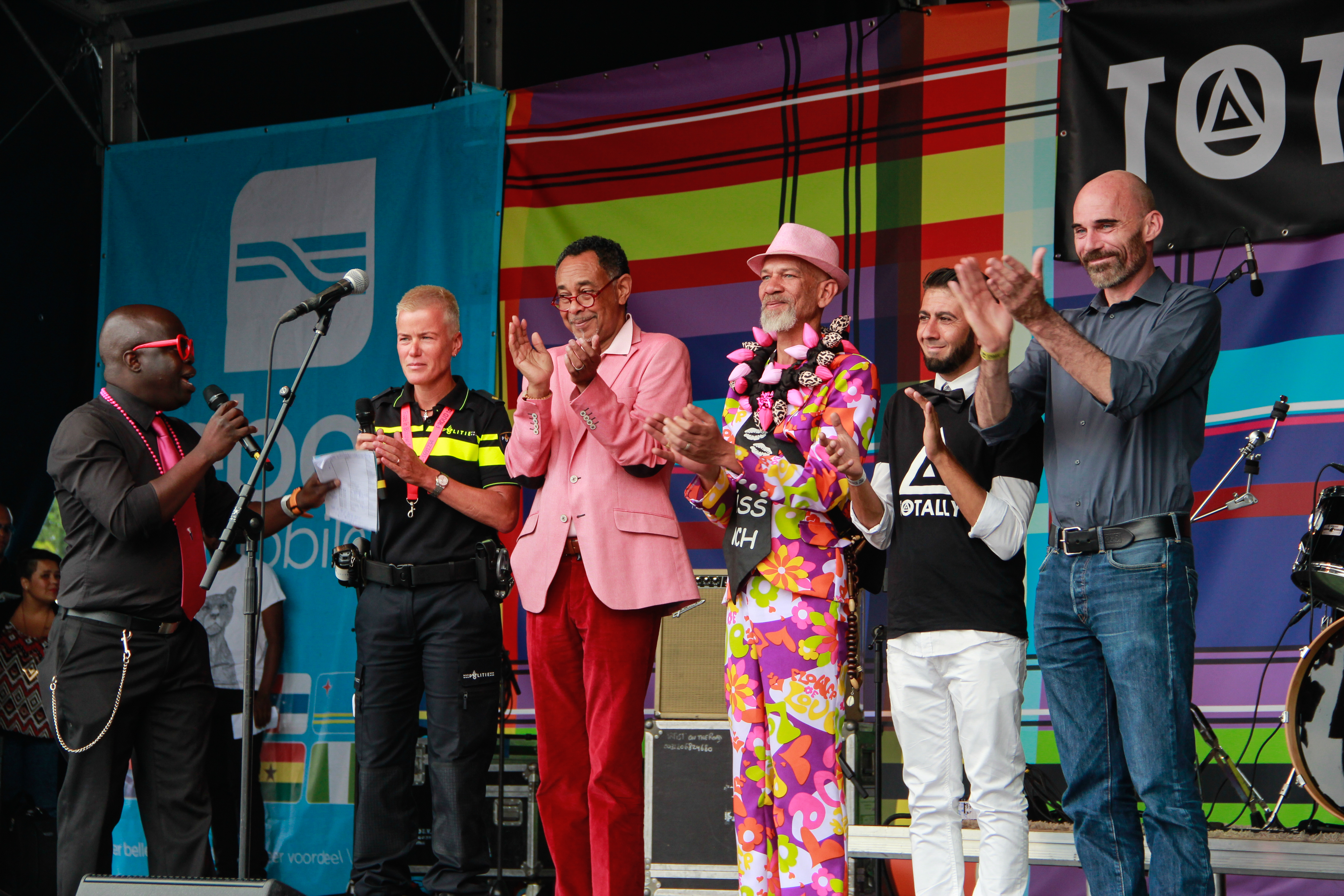
Opening van de Roze Zondag van het Kwaku Festival 2015, met als tweede van links Ellie Lust van Roze in Blauw en als derde van rechts initiatiefnemer Mikel Haman.

Op zondag 27 juli 2008 werd tijdens het Kwakoe Zomerfestival voor het eerst de Roze Zondag georganiseerd, een initiatief van de Surinaamse lhbt-activist Mikel Haman. Als eerbetoon wordt tijdens de Roze Zondag van 2018 voor het eerst de Mikel Haman Award uitgereikt aan een persoon die zich op bijzondere wijze voor de positie van lhbt'ers heeft ingezet.
Roze Zondag is een Amsterdams-Surinaamse variant op Roze Zaterdag en Roze Maandag waarop onder meer een kerkelijke samenkomst voor holebi's en andere geïnteresseerden plaatsvindt. Deze dag trekt naast homo’s, lesbiennes, en transgenders ook veel hetero’s en is de officieuze start van de Amsterdam Gay Pride. Volgens de organisatie is de Roze Zondag uitgegroeid tot het "grootste black gay evenement van Europa" en met meer dan 20.000 bezoekers een van de meest extravagante dagen op het festival. Volgens een andere bron is het aantal LHBT'ers tijdens de Roze Zondag echter tamelijk gering en zijn er maar weinig speciaal op hen gerichte programma-onderdelen.

## Kwakoe Award
Op het festival werd de Kwakoe Jagernath Lachmon Award uitgereikt, genoemd naar de Surinaamse politicus Jagernath Lachmon. Hiervoor komen Surinamers in aanmerking die zich op sociaal of cultureel gebied verdienstelijk hebben gemaakt. 

### Gedecoreerden
- 1999: Nini Harpal (worstelaar, sportschooleigenaar), Kwakoe Millennium Award[11]
- 2000: André Loor (historicus)
- 2002: Jules Wijdenbosch (oud-president)
- 2003: Isabel Slagveer (kloosterzuster), Fransje Gomes (grondlegster kasekomuziek) en Roshnie Ramlakhan (radiomaproducent Radika)
- 2004: Johan Ferrier (oud-president)
- 2005: Willy Soemita (politicus)
- 2006: Jane Wijdenbosch (welzijnswerkster), Wilfred Lionarons (journalist De Vrije Stem)
- 2007: Henk van Vliet (presentator)

## Schietincident in 2009
In 2009 werd rapper Lexxxus door een tot op heden onbekende schutter neergeschoten op het festival.  Na het schietincident werd Lexxxus in het Academisch Medisch Centrum opgenomen met schampwonden.